# Aurouër
 Aurouër  là một xã ở tỉnh Allier thuộc miền trung nước Pháp.